# Ranko Petković (Fußballspieler)
Ranko Petković (* 21. Oktober 1947 in Jugoslawien) ist ein ehemaliger serbischer Fußballspieler, der als Stürmer aktiv war.

## Karriere
Ranko Petković begann seine Karriere bei FK Sarajevo. In Deutschland war er hauptsächlich in der 2. Bundesliga Nord aktiv. Insgesamt absolvierte er 161 Spiele in dieser Spielklasse und erzielte dabei 52 Tore. Während seiner Karriere war er bei verschiedenen Vereinen aktiv, darunter Preußen Münster, für die er von 1976 bis 1979 spielte und 31 Ligatore erzielte. Anschließend war er von 1979 bis 1981 bei Rot-Weiß Lüdenscheid tätig und erzielte dort 22 Tore in 76 Ligaeinsätzen.
Petković nahm während seiner Fußballkarriere an mehreren DFB-Pokal-Wettbewerben teil. In der 1. Runde des DFB-Pokals 1977/78 am 29. Juli 1977 verlor er mit Preußen Münster gegen den OSC Bremerhaven mit 2:3. In der 2. Runde 1978/79 am 23. September 1978 kam er zu einem weiteren Einsatz, als er mit Preußen Münster 1:2 gegen den SV Darmstadt 98 verlor. In der 1. Runde des DFB-Pokals 1981/82 am 30. August 1981 trat er für Rot-Weiß Lüdenscheid gegen den VfL Wolfsburg an und verlor mit 1:2. In den Entscheidungsspielen der 1. Runde 1982/83 am 8. September 1982 gewann Petković sein erstes DFB-Pokal-Spiel mit Rot-Weiß Lüdenscheid gegen den Freiburger FC mit 2:1. In der 2. Runde am 16. Oktober 1982 verlor man gegen den SV Darmstadt 98 mit 1:3.